# Marijana Mišković
Marijana Mišković, née le 8 juillet 1982 à Split, est une judokate croate.

## Palmarès international en judo
| Championnats d’Europe | Championnats d’Europe | Championnats d’Europe |
| Année                 | Médaille              | Catégorie             |
| --------------------- | --------------------- | --------------------- |
| 2009                  | bronze                | –63 kg                |
| Jeux méditerranéens   |                       |                       |
| Année                 | Médaille              | Catégorie             |
| 2013                  | or                    | –63 kg                |